# Kabo
Kabo – miasto w Republice Środkowoafrykańskiej, w prefekturze Ouham. Według danych szacunkowych na rok 2008 liczy 13 850 mieszkańców.